# Paracollyria ruficollis
Paracollyria ruficollis är en stekelart som beskrevs av Cameron 1906. Paracollyria ruficollis ingår i släktet Paracollyria och familjen brokparasitsteklar. Inga underarter finns listade i Catalogue of Life.